# Aunjanue Ellis
Aunjanue L. Ellis (San Francisco, California, 21 de febrero de 1969) es una actriz estadounidense de cine, teatro y televisión. Comenzó su carrera como actriz en teatro e hizo su debut cinematográfico en la película Girls Town en 1996. Más tarde tuvo papeles principales en varias películas independientes y coprotagonizó varias cintas con éxito de taquilla.
Ellis es conocida por sus papeles en las películas Men of Honor (2000), The Caveman's Valentine (2001), Undercover Brother (2002), Ray (2004), The Express (2008), The Taking of Pelham 123 (2009) y The Help (2011). En televisión, Ellis tuvo un papel regular en la serie dramática de ABC High Incident (1996-97), y más tarde coprotagonizó varios dramas efímeros. Tuvo papeles recurrentes en The Practice, True Blood y The Mentalist. En 2015 interpretó el papel principal en la miniserie The Book of Negroes, basada en la novela superventas de Lawrence Hill.

## Filmografía

### Cine
| Año  | Título                                 | Rol                    | Notas                                          |
| ---- | -------------------------------------- | ---------------------- | ---------------------------------------------- |
| 1996 | Girls Town                             | Nikki                  |                                                |
| 1996 | Ed's Next Move                         | Erica                  |                                                |
| 1998 | Side Streets                           | Brenda Boyce           |                                                |
| 1998 | Desert Blue                            | Agent Summers          |                                                |
| 1999 | In Too Deep                            | Denise                 |                                                |
| 1999 | A Map of the World                     | Dyshett                |                                                |
| 2000 | John John in the Sky                   | Earlene                |                                                |
| 2000 | Men of Honor                           | Jo Brashear            |                                                |
| 2000 | The Opponent                           | June                   |                                                |
| 2001 | The Caveman's Valentine                | Lulu                   |                                                |
| 2001 | Lovely & Amazing                       | Lorraine               |                                                |
| 2002 | I Am Ali                               | Ella misma             | Cortometraje                                   |
| 2002 | Undercover Brother                     |                        |                                                |
| 2004 | Brother to Brother                     | Zora Neale Hurston     |                                                |
| 2004 | Ray                                    | Mary Ann Fisher        |                                                |
| 2005 | Perception                             | Vera                   |                                                |
| 2006 | Freedomland                            | Felicia                |                                                |
| 2007 | Cover                                  | Valerie Mass           |                                                |
| 2008 | The Express                            | Marie Davis            |                                                |
| 2009 | Notorious                              | Sandy                  |                                                |
| 2009 | I Love You Phillip Morris              | Reba                   |                                                |
| 2009 | Motherhood                             | Sample Sale Friend     |                                                |
| 2009 | The Hungry Ghosts                      | Nadia                  |                                                |
| 2009 | The Taking of Pelham 123               | Therese                |                                                |
| 2010 | The Tested                             | Darraylynn Warren      |                                                |
| 2010 | Game of Death                          | Rachel                 |                                                |
| 2011 | The Resident                           | Sydney                 |                                                |
| 2011 | The Help                               | Yule May Davis         |                                                |
| 2011 | Money Matters                          | Pamela Matters         |                                                |
| 2013 | The Volunteer                          | Leigh                  |                                                |
| 2014 | Get On Up                              | Vicki Anderson         |                                                |
| 2014 | Of Mind and Music                      | Una Vida               |                                                |
| 2016 | The Birth of a Nation                  | Nancy Turner           |                                                |
| 2017 | Romeo and Juliet in Harlem             | Lady Capulet           |                                                |
| 2018 | If Beale Street Could Talk             | Mrs. Hunt              |                                                |
| 2018 | Pimp                                   | Gloria Ray             |                                                |
| 2019 | Miss Virginia                          | Lorraine Townsend      |                                                |
| 2020 | The Subject                            | Leslie Barnes          |                                                |
| 2021 | King Richard                           | Oracene "Brandy" Price | Nominada al Oscar a la mejor actriz de reparto |
| 2022 | Fannie[cita requerida]                 | Fannie Lou Hamer       | Cortometraje                                   |
| 2023 | Origin                                 | Isabel Wilkerson       |                                                |
| 2023 | The Color Purple                       | Mama                   |                                                |
| 2024 | Exhibiting Forgiveness                 | Joyce                  |                                                |
| 2024 | The Supremes at Earl's All-You-Can-Eat | Odette Jackson         |                                                |
| 2024 | The Deliverance                        | Reverend Bernice James |                                                |
| 2024 | Nickel Boys                            | Hattie                 |                                                |
| TBA  | Pieces of Us[cita requerida]           |                        | Posproducción                                  |
| TBA  | Liz Here Now                           | Liz Baxter             | Posproducción                                  |

## Vida personal
En su entrevista de 2022 con la revista Variety, Ellis se declaró bisexual. En 2023, comenzó a usar un nombre compuesto, Ellis-Taylor, en honor a su madre.